# Étouars
Étouars település Franciaországban, Dordogne megyében. Lakosainak száma 165 fő (2022. január 1.). Étouars Bussière-Badil, Le Bourdeix, Saint-Estèphe, Teyjat és Soudat községekkel határos.

## Népesség
A település népességének változása:
| Lakosok száma | 220  | 197  | 174  | 144  | 146  | 151  | 155  | 159  | 161  | 165  |
|               | 1968 | 1982 | 1990 | 2006 | 2013 | 2015 | 2017 | 2019 | 2020 | 2022 |